# Dave (film)
Dave er en amerikansk komediedramafilm fra 1993 instrueret og produceret af Ivan Reitman og skrevet af Gary Ross. Filmen har Kevin Kline i titelrollen som vikarbureaulederen Dave Kovic der pga. sin store lighed med den amerikanske præsident må optræde som denne da præsidenten ryger i koma. Desuden medvirker bl.a. Sigourney Weaver og Frank Langella.
Filmen var nomineret til en Oscar for bedste originale manuskript (Gary Ross) og to Golden Globe Awards; for bedste film og bedste mandlige hovedrolle (Kevin Kline).

## Medvirkende
- Kevin Kline som Dave Kovic/præsident Bill Mitchell
- Sigourney Weaver som Ellen Mitchell
- Frank Langella som Bob Alexander
- Kevin Dunn som Alan Reed
- Ving Rhames som Duane Stevenson
- Ben Kingsley som vicepræsident Gary Nance
- Charles Grodin som Murray Blum
- Faith Prince som Alice
- Laura Linney som Randi